# Pal·ladobismutarsenur
El pal·ladobismutarsenur és un mineral de la classe dels sulfurs.

## Característiques
El pal·ladobismutarsenur és un sulfur de fórmula química Pd₂(As,Bi). Cristal·litza en el sistema ortoròmbic. Es troba en forma de grans irregulars de fins a 165 micres. La seva duresa a l'escala de Mohs és 5.
Segons la classificació de Nickel-Strunz, el pal·ladobismutarsenur pertany a «02.AC: Aliatges de metal·loides amb PGE» juntament amb els següents minerals: atheneïta, vincentita, arsenopal·ladinita, mertieïta-II, stillwaterita, isomertieïta, mertieïta-I, miessiïta, palarstanur, estibiopal·ladinita, menshikovita, majakita, pal·ladoarsenur, pal·ladodimita, rodarsenur, naldrettita, polkanovita, genkinita, ungavaïta, polarita, borishanskiïta, froodita i iridarsenita.

## Formació i jaciments
Va ser descoberta l'any 1976 a la mina Stillwater, a Nye (Montana, Estats Units). També ha estat descrita a Mokopane (Sud-àfrica), Fedorovo (Rússia) i a Coldwell (Canadà). Es troba en concentrats de minerals pesants, normalment associada a altres minerals com: pal·ladoarsenur, calcita i un mineral no determinat de pal·ladi, tel·luri i bismut.